# 21. oktober
21. oktober er dag 294 i året i den gregorianske kalender (dag 295 i skudår). Der er 71 dage tilbage af året.
De 11.000 jomfruers dag, som ifølge legenderne henviser til en hændelse i år 451, hvor hunnerne ved Köln overfaldt og dræbte 11.000 kristne jomfruer der under ledelse af den britiske kongedatter Ursula var på en bodsrejse til Rom. En af jomfruerne gemte sig (se 22. oktober).

### Begivenheder
Født - Dødsfald
- 1805 - Admiral Lord Nelson dør under Slaget ved Trafalgar. Englænderne vinder dette vigtige slag mod Napoleons kombinerede franske og spanske flåder ud for Kap Trafalgar, sydvest for Spanien.
- 1807 - Englænderne sejler af sted med den danske flåde: 15 linjeskibe, 15 fregatter, 8 brigger og 31 andre, mindre fartøjer. Danmark tvinges ind i Napoleonskrigene på fransk side.
- 1854 - Florence Nightingale sendes sammen med 38 sygeplejersker til Krimkrigen.
- 1858 - Jacques Offenbachs "Orpheus i Underverden" uropføres i Paris.
- 1879 - Thomas Alva Edison præsenterer den første brugbare kultråds glødelampe. Den har en brændetid på godt 12 timer.
- 1885 - Den unge typograf Julius Rasmussen forsøger attentat på konseilspræsident J.B.S. Estrup. Attentatet mislykkes, da kuglen preller af på en knap.
- 1919 - Danmarks Retsforbund stiftes.
- 1944 - Det første kamikaze-angreb finder sted, da den australske krydser HMAS Australia rammes af et japansk fly med en 200 kg bombe ud for øen Leyte.
- 1959 - Guggenheim-museet i New York City åbner.
- 1960 - Første protestmarch mod atomvåben i Danmark; den går fra Holbæk til København.
- 1970 - Den nye Lillebæltsbro indvies af Frederik 9.
- 1990 - De første S-buslinjer oprettes af HT.
- 1996 - Teledanmarks telemonopol brydes da firmaet Netcom åbner for deres linjer.
- 2012 - Den sidste dobbeltdækkerbus i Københavns kollektive trafik kører på linje 250S, og ankommer til Buddinge Station lige efter midnat.
- 2015 - Marty McFly (en) ankommer til fremtiden i Tilbage til fremtiden II

### Født
- 1833 - Alfred Nobel, svensk opfinder og stifter af Nobelprisen (død 1896).
- 1847 - Edvard Brandes, dansk politiker, forfatter og redaktør (død 1931).
- 1905 - Mads Clausen, dansk virksomhedsleder (død 1966).
- 1906 - Beatrice Bonnesen, dansk skuespiller (død 1979).
- 1906 - Erik Jensen, dansk biskop og kgl. konfessionarius (død 1975).
- 1912 - Georg Solti, ungarsk-født, engelsk dirigent (død 1997).
- 1914 - Martin Gardner, amerikansk matematiker (død 2010).
- 1917 - Dizzy Gillespie, amerikansk jazzmusiker (død 1993).
- 1929 - Ursula K. Le Guin, amerikansk forfatter (død 2018).
- 1940 - Manfred Mann, britisk musiker.
- 1946 - Anne Marie Ejrnæs, dansk forfatter.
- 1949 - Benjamin Netanyahu, israelsk politiker.
- 1953 - Henning Sprogøe, dansk skuespiller.
- 1956 - Carrie Fisher, amerikansk skuespillerinde (død 2016).
- 1964 - Kenneth Kreutzmann, dansk instruktør og dramatiker.
- 1969 - Jakob Kjeldbjerg, dansk tv-vært og tidligere fodboldspiller.
- 1990 - Ricky Rubio, spansk basketballspiller.

### Dødsfald
- 1266 - Birger Jarl, svensk statsmand og Stockholms grundlægger (født ca. 1210).
- 1602 - Hedwig af Brandenburg, hertuginde af Braunschweig-Wolfenbüttel (født 1540).
- 1627 - Frederik de Houtman, hollandsk søfarer og opdagelsesrejsende (født 1571)
- 1805 - Horatio Nelson, engelsk admiral (født 1758) - død i kamp.
- 1886 - José Hernández, argentinsk forfatter (født 1834).
- 1944 - Hilma af Klint,  svensk kunstner, antroposof (født 1862).
- 1962 - Asta Hansen, dansk skuespiller (født 1914).
- 1964 - Per Buckhøj, dansk skuespiller (født 1902).
- 1964 - Carl Johan Hviid, dansk skuespiller (født 1899).
- 1969 - Jack Kerouac, amerikansk forfatter (født 1922).
- 1980 - Hans Asperger, østrigsk psykolog (født 1906).
- 1984 - François Truffaut, fransk filminstruktør (født 1932).
- 1999 - Lars Bo, dansk billedkunstner og forfatter (født 1924).
- 2003 - Elliott Smith, amerikansk musiker (født 1969).
- 2009 - Youko Minamida, japansk skuespiller (født 1933).
- 2012 - George McGovern, amerikansk politiker (født 1922).
- 2013 - Rune T. Kidde, dansk forfatter, historiefortæller, lyriker og tegner (født 1957).
- 2021 - Nils Kurt Erik Einar Grönberg, Svensk gangsterrapper (født 2002).
- 2023 - Bobby Charlton, engelsk fodboldspiller (født 1937)

|  | Denne datoartikel kan blive bedre, hvis der indsættes et (bedre) billede Du kan hjælpe ved at afsøge Wikimedia Commons for et passende billede eller uploade et godt billede til Wikimedia Commons iht. de tilladte licenser og indsætte det i artiklen. |